# Michael Mates
Michael Mates (* 9. Juni 1934 in Brentford, Middlesex) ist ein britischer Politiker der Conservative Party.

## Leben
Mates besuchte das King’s College  in Cambridge. Von 1954 bis 1974 diente Mates in der Britischen Armee, in der er bis zum Lieutenant Colonel aufstieg. Er gehörte den Royal Ulster Rifles und der 1st The Queen’s Dragoon Guards an. Er war vom 11. Oktober 1974 bis 12. April 2010 Mitglied im House of Commons. 1993 trat Mates als Minister für Nordirland zurück, da er in einen Skandal aufgrund geschäftlicher Verbindungen zu Asil Nadir verwickelt war.

## Veröffentlichungen (Auswahl)
- The Secret Service: Is There A Case For Greater Openness? Alliance Publishers, 1989, ISBN 0-907967-07-8.
- mit Douglas Hurd:  What’s Wrong With British Foreign Policy? Tory Reform Group, 2007, ISBN 0-9555426-0-X.